# Amfiteátr v Nîmes
Amfiteátr v Nîmes (francouzsky: Arènes de Nîmes) je římský amfiteátr ve francouzském městě Nîmes. Byl postaven kolem roku 100, v době, kdy jižní Francii ovládala Římská říše. Je jedním z nejzachovalejších římských amfiteátrů na světě. Patří mezi 20 největších římských amfiteátrů ze 400 existujících. Vnější zeď je vysoká 21 metrů se dvěma patry po 60 arkádách. V římských dobách mohla budova pojmout 24 000 diváků. V té době se zde odehrávaly zejména gladiátorské zápasy. Nástup raně středověkého křesťanství znamenal konec těchto zábav, což vedlo k přeměně amfiteátru na pevnost. Později byl amfiteátr uvnitř zastavěn. V 19. století došlo k obnově arény a k odstranění domů, které v ní byly postaveny. Dnes je aréna každoročně dějištěm dvou býčích zápasů během festivalu Feria de Nîmes a je také využívána pro další veřejné akce, zejména koncerty.